# Can Flavià de les Illes
Can Flavià de les Illes és una masia de Castellbisbal (Vallès Occidental) protegida com a Bé Cultural d'Interès Local.

## Descripció
Es tracta d'una masia de planta quadrada amb teulada a quatre aigües i torre central. Té planta baixa, primer i segon pis amb la façana principal encarada a migdia. El portal és coronat per un arc rebaixat sense cap ornamentació i les finestres són rectangulars amb coronades també amb aquest tipus d'arc. A la façana de ponent té un cos rectangular afegit que forma una galeria a nivell de la planta baixa amb arcades sobre pilars i la coberta plana és el terrat del primer pis.